# 克里斯汀·辛克莱尔
克里斯汀·辛克莱尔（英語：Christine Sinclair，1983年6月12日—），生于本那比，加拿大女子足球运动员，曾擔任加拿大國家女子足球隊隊長，司职前锋。辛克莱尔是加拿大女足的靈魂人物，曾經帶領加拿大奪得2012年、2016年奧運女子足球銅牌及2020年奧運女子足球金牌。
2013年，辛克莱尔加入國家女子足球聯賽創始球隊波特蘭荊棘，其後幫助隊伍奪得3次季後賽冠軍，她個人的各項數據均在該聯賽名列前茅。2024年，辛克莱尔宣布在該賽季最後一場波特蘭荊棘的主場例行賽後掛靴。

## 生平

### 早年
克里斯汀的父母分別是比爾·辛克萊爾和桑德拉·甘特。父親比爾·辛克萊爾是資深的業餘足球員，兩個舅舅布萊恩·甘特和布魯斯·甘特都曾是職業球員。
克里斯汀很小就展現出了驚人的足球天賦，四歲時已經為U-7足球隊上陣。此外，她還曾參加籃球和棒球運動。她的球衣號碼12號，就是在打棒球的時候選擇的，選擇12號，是因為這是她的偶像，多倫多藍鳥二壘手羅伯托·阿勒瑪的球衣號碼。

### 國家隊生涯
辛克萊爾以16歲之齡於阿爾加維盃首次為加拿大上陣，並以三個入球並列當屆賽事次席射手。她在代表加拿大參加2002年美洲女子金盃時以七個入球並列賽事神射手，帶領加拿大晉級至決賽。她在決賽並未入球，而加拿大最終於以1–2不敵美國，屈居亞軍。2003年，冼佳亞在女子世界盃為加拿大射入三個入球，協助球隊取得殿軍，為加拿大自1991年女子世界盃以來於世界盃的最佳成績。
出道至今，辛克萊爾共11次上演帽子戲法，包括分別在2002年及2012年對陣海地時射入四球。
2020年12月，國際足聯向辛克萊爾頒發了國際足總最佳足球獎特別獎。

#### 2011年世界盃
2011年世界盃期間，加拿大女足的表現並不理想，在小組賽接連被法國、德國和尼日利亞擊敗，無緣淘汰賽階段。辛克萊爾在對戰德國的比賽中，為加拿大貢獻了本屆世界盃唯一的入球。

#### 2012年奧運會
2012年是加拿大女足脫胎換骨的一年。在當年的奧運會期間，辛克萊爾不僅以六顆入球奪得金靴獎，更打破了奧運女足的個人入球紀錄。她的入球包括在對陣南非的小組賽梅開二度，以及在對陣東道主英國的半準決賽中射入一球。在對戰美國的半決賽上，辛克萊爾為加拿大獻上帽子戲法，但挪威籍裁判克莉絲汀娜·佩德爾森連續作出有爭議性的判決，令美國有機可乘，最終以4-3反勝加拿大。辛克萊爾在賽後的採訪中毫無保留地批評佩德爾森，說佩德爾森「比賽還沒開始，就已經鐵了心要操縱賽果」。國際足聯因此判罰辛克萊爾停賽四場，並須繳納3500美元罰款，而佩德爾森此後再也不曾入選重大比賽的裁判名單。
辛克萊爾的單屆奧運會入球紀錄，直到2020年奧運會才被荷蘭的維維安·美迪瑪的10個入球打破紀錄。為表揚辛克萊爾於當屆奧運會的表現，她被任命為奧運會閉幕式加拿大代表團的旗手。

#### 2015年世界盃
2015年世界盃期間，辛克萊爾分別在對戰中國的小組賽和對戰英格蘭的八強賽上為加拿大貢獻一顆入球。可惜辛克萊爾的入球並未能阻止英格蘭以2-1淘汰加拿大。

#### 2016年奧運會
2016年奧運會期間，辛克萊爾一共為加拿大貢獻三顆入球，其中包括在季軍戰中擊敗東道主巴西，協助加拿大奪得銅牌的一球。而這場季軍戰也是辛克萊爾第250次為大國家隊上陣。

#### 2019年世界盃
2019年世界盃期間，辛克萊爾在對戰尼德蘭的小組賽上貢獻了自己在本屆世界盃的唯一一顆入球。這顆入球讓她成為了繼巴西名將瑪塔之後，第二位在五屆世界盃入球的女足球員。在迎戰瑞典的16強賽上，第67分鐘，落後一球的加拿大獲判點球，但辛克萊爾並未親自操刀，而是讓隊友洁宁·贝基主罰。結果貝基的點球被瑞典門將赫德维格·林达尔撲出，而加拿大最終以0-1落敗，未能晉級。賽後記者問辛克萊爾為什麼沒有親自主罰點球，辛克萊爾德回答是：因為林達爾在同一年的阿爾加維盃成功撲救過她的點球。

#### 2020年奧預賽
2020年奧預賽期間，在對戰聖基茨和尼維斯的小組賽上，辛克萊爾攻入了她國家隊生涯的第184顆和第185顆入球，打破了美國國腳阿比蓋爾·瓦姆巴赫保持的世界紀錄，成為人類歷史上為國家隊入球最多的球員。

#### 2020年奧運會
2021年7月21日的東京奧運會女足揭幕戰是辛克萊爾第300次為加拿大女足披掛上陣。這場比賽加拿大以1-1和東道主日本打成平手。在8月6日的總決賽中，加拿大遇上瑞典。上半場瑞典前鋒斯蒂娜·布拉克斯特纽斯率先攻破加拿大大門。但在下半場第63分鐘，辛克萊爾在瑞典禁區內被對方後衛阿曼达·伊莱斯泰特絆倒。裁判在觀看即時回放後判給加拿大點球，加拿大中場潔西·弗雷明主罰點球並攻破瑞典大門。最終加拿大在點球大戰中以3-2擊敗瑞典，奪得隊史上首枚奧運金牌。

## 榮譽
- 加拿大足協年度最佳女球員：2000、2004、2005、2006、2007、2008、2009、2010、2011、2012、2013、2014、2016、2018[37]。
- 劉·馬爾許紀念獎（法语：Trophée Lou Marsh）：2012[38]。
- 波比·羅森菲爾德紀念獎（英语：Bobbie Rosenfeld Award）：2012[39]、2020[40]。
- 加拿大勳章：2017（官佐級）[15]。
- 國際足球歷史和統計聯合會中北美足聯女足最佳陣容（2011-2020）：2021[41]。

## 註解和參考

### 註解
1. ↑  溫哥華怒濤於2003年更名為「溫哥華白浪」，與男子隊同名。